# Bernie Young
Oscar 'Bernie' Young (1900 – onbekend) was een Amerikaanse jazzkornettist en -trompettist van de Chicago-jazz.

## Biografie
Young speelde tijdens de jaren 1920 bij Arthur Sims and His Creole Roof Orchestra en bij de New Orleans Creoles (met Richard M. Jones en Stump Evans). Bovendien leidde hij tijdens deze periode eigen formaties. In zijn Young's Creole Jazz Band speelden Cassino Simpson, Eddie Temple, Happy Caldwell, Mike McKendrick, Preston Jackson en Stump Evans. Volgens Tom Lord was hij tussen 1923 en 1926 betrokken bij 12 opnamesessies, naast de plaatopnamen onder zijn eigen naam voor Paramount Records bij Ollie Powers, Edmonia Henderson, Jimmy Blythe, Ozie McPherson, Viola Bartlette/Lovie Austin, Ida Cox, Ma Rainey en Hazel Meyers. Van 1927 tot 1931 leidde hij een Territory Band in Milwaukee, waarin o.a. ook Eddie Barefield, Doc Wheeler en Zilner Randolph speelden.
- Library of Congress Control Number: no2007037438
- Virtual International Authority File: 34230715
- WorldCat: E39PBJdM8BRpHd3pwth6YdQwmd